# Liga Uruguaya de Básquetbol 2021-22
La Liga Uruguaya de Básquetbol de 2021-22 es la XIX edición de la competencia de más alta categoría entre clubes de básquetbol de Uruguay organizada por la FUBB.
En esta edición aumenta nuevamente a 14 cupos el número de participantes. A su vez, se da el debut en la Liga Uruguaya para Urupan, club que logró su participación tras alcanzar el primer lugar en la Liga Uruguaya de Ascenso.

## Equipos participantes

### Ascensos y descensos
Urupan logró su ascenso por primera vez a la Liga Uruguaya de Básquetbol mientras que Olivol Mundial vuelve a Primera División luego de 40 años. 
| Club           | Ascendido por                                  |
| -------------- | ---------------------------------------------- |
| Urupan         | Campeón de la Liga Uruguaya de Ascenso 2020    |
| Olivol Mundial | Subcampeón de la Liga Uruguaya de Ascenso 2020 |

| Club              | Descendido por |
| ----------------- | -------------- |
| No hubo descensos | -              |

### Información de equipos
| Equipo                | Ciudad     | Gimnasio                           | Capacidad | Fundación                | Temporadas | Ligas | Subtítulos | 2021             |
| --------------------- | ---------- | ---------------------------------- | --------- | ------------------------ | ---------- | ----- | ---------- | ---------------- |
| Aguada                | Montevideo | Gimnasio Aguada                    | 1,635     | 28 de febrero de 1922    | 16         | 3     | 3          | Octavos de final |
| Biguá                 | Montevideo | Gimnasio Biguá de Villa Biarritz   | 1,200     | 14 de abril de 1931      | 16         | 3     | 2          | Campeón          |
| Capitol               | Montevideo | ''Gimnasio Carlos Garbuyo''        | 480       | 19 de abril de 1934      | 2          | 0     | 0          | Cuartos de final |
| Defensor Sporting     | Montevideo | ''Gimnasio Óscar Magurno''         | 800       | 14 de septiembre de 1910 | 17         | 2     | 4          | Cuartos de final |
| Hebraica Macabi       | Montevideo | Gimnasio Tabaré                    | 1,100     | 25 de mayo de 1939       | 13         | 3     | 1          | Octavos de final |
| Goes                  | Montevideo | ''Gimnasio Plaza de las Misiones'' | 1,800     | 10 de abril de 1934      | 9          | 0     | 0          | Octavos de final |
| Malvín                | Montevideo | ''Gimnasio Juan Francisco Canil''  | 900       | 28 de enero de 1938      | 16         | 5     | 3          | Cuartos de final |
| Nacional              | Montevideo | Gimnasio Unión Atlética            | 750       | 14 de mayo de 1899       | 5          | 0     | 1          | Subcampeón       |
| Olimpia               | Montevideo | ''Gimnasio Albérico Passadore''    | 1200      | 17 de septiembre de 1918 | 15         | 0     | 0          | Semifinales      |
| Olivol Mundial        | Montevideo | Gimnasio Olivol Mundial            | 350       | 11 de septiembre de 1931 | —          | —     | —          | Ascenso          |
| Peñarol               | Montevideo | Palacio Cr. Gastón Güelfi          | 4,700     | 28 de septiembre de 1891 | 1          | 0     | 0          | Cuartos de final |
| Trouville             | Montevideo | Gimnasio Club Trouville            | 780       | 1 de abril de 1922       | 17         | 1     | 1          | Octavos de final |
| Urunday Universitario | Montevideo | Gimnasio Urunday Universitario     | 700       | 16 de agosto de 1931     | 5          | 0     | 0          | Semifinales      |
| Urupan                | Pando      | ''Gimnasio Santiago A. Cigliuti''  | 1000      | 30 de enero de 1924      | —          | —     | —          | Ascenso          |

## Modo de disputa
La Liga Uruguaya está dividida en tres etapas, fase regular, Play-in y PlayOffs.

### Fase regular
La fase regular del torneo será a dos rondas, todos contra todos,   totalizando 26 partidos. Los cuatro (4) primeros equipos avanzan directamente a 4.º de final, de los puestos 5.º al 12.º disputarán Play In por cuatro lugares en los Play Offs. Además los últimos dos equipos descienden a El Metro.

### Play In
- 5.º vs. 12.º
- 6.º vs. 11.º
- 7.º vs. 10.º
- 8.º vs. 9.º

### Cuartos de final
- [A] 1.º vs. Ganador (8.º vs. 9.º)
- [B] 2.º vs. Ganador (7.º vs. 10.º)
- [C] 3.º vs. Ganador (6.º vs. 11.º)
- [D] 4.º vs. Ganador (5.º vs. 12.º)

### Semifinales
- Ganador A vs. Ganador D
- Ganador B vs. Ganador C

Los ganadores de las semifinales disputarán la serie final.

## Fase regular

### Partidos
| Local \ Visitante     | AGU   | BIG    | CAP    | DEF   | GOE   | HYM     | MAL    | NAC     | OLI    | OMU    | PEÑ   | TRO    | UUN    | URU    |
| --------------------- | ----- | ------ | ------ | ----- | ----- | ------- | ------ | ------- | ------ | ------ | ----- | ------ | ------ | ------ |
| Aguada                | —     | 70–73  | 110–88 | 76–67 | 69–97 | 92–90   | 88–79  | 78–58   | 58–71  | 76–63  | 84–70 | 75–85  | 88–61  | 76–71  |
| Biguá                 | 91–84 | —      | 97–73  | 83–82 | 95–91 | 99–88   | 93–71  | 91–88   | 92–85  | 111–85 | 78–72 | 91–81  | 100–89 | 78–76  |
| Capitol               | 75–85 | 78–97  | —      | 65–69 | 66–70 | 100–105 | 91–96  | 83–89   | 71–92  | 76–87  | 73–78 | 85–109 | 77–61  | 79–90  |
| Defensor Sporting     | 86–81 | 99–96  | 87–77  | —     | 53–60 | 87–75   | 71–80  | 73–66   | 75–84  | 76–86  | 78–80 | 90–106 | 76–68  | 81–73  |
| Goes                  | 20–1  | 93–88  | 101–67 | 83–73 | —     | 109–70  | 74–69  | 87–80   | 91–65  | 81–67  | 67–51 | 86–81  | 92–81  | 95–89  |
| Hebraica y Macabi     | 98–83 | 68–74  | 104–71 | 83–70 | 80–85 | —       | 71–72  | 76–84   | 89–90  | 83–78  | 70–96 | 90–97  | 74–56  | 96–104 |
| Malvín                | 71–83 | 86–91  | 99–82  | 68–80 | 60–73 | 97–81   | —      | 90–88   | 100–96 | 85–71  | 84–70 | 80–69  | 89–73  | 58–63  |
| Nacional              | 86–99 | 82–94  | 93–67  | 70–65 | 81–84 | 87–91   | 80–81  | —       | 85–73  | 97–85  | 75–76 | 84–88  | 92–68  | 86–73  |
| Olimpia               | 95–83 | 93–96  | 104–90 | 87–63 | 66–77 | 84–79   | 79–89  | 81–88   | —      | 92–77  | 74–81 | 98–67  | 91–84  | 72–90  |
| Olivol Mundial        | 69–91 | 69–55  | 89–75  | 68–67 | 72–69 | 75–79   | 77–79  | 111–112 | 69–62  | —      | 52–61 | 65–72  | 82–87  | 70–67  |
| Peñarol               | 83–85 | 93–91  | 73–66  | 74–66 | 51–66 | 74–78   | 93–64  | 74–64   | 77–74  | 75–74  | —     | 95–74  | 86–63  | 71–72  |
| Trouville             | 81–91 | 79–90  | 77–87  | 93–88 | 90–84 | 82–64   | 90–76  | 83–86   | 93–75  | 102–93 | 76–85 | —      | 112–81 | 76–77  |
| Urunday Universitario | 83–89 | 78–85  | 107–95 | 84–90 | 89–64 | 79–76   | 83–85  | 82–79   | 68–82  | 91–89  | 66–72 | 84–71  | —      | 88–86  |
| Urupan                | 98–94 | 98–105 | 85–79  | 85–73 | 79–89 | 101–94  | 100–94 | 104–82  | 83–75  | 93–73  | 81–71 | 106–96 | 104–97 | —      |

### Tabla General
| Pos. | Equipo                           | PJ | PG | PP | P+   | P-   | Dif. | Pts. | Clasificación    |
| --- | -------------------------------- | -- | -- | -- | ---- | ---- | ---- | ---- | ---------------- |
| 1.° | Goes                             | 26 | 22 | 4  | 2088 | 1833 | +255 | 48   | Cuartos de final |
| 2.° | Biguá                            | 26 | 22 | 4  | 2334 | 2151 | +183 | 48   | Cuartos de final |
| 3.° | Urupan                           | 26 | 17 | 9  | 2248 | 2148 | +100 | 43   | Cuartos de final |
| 4.° | Peñarol                          | 26 | 17 | 9  | 1982 | 1895 | +87  | 43   | Cuartos de final |
| 5.° | Malvín                           | 26 | 15 | 11 | 2102 | 2110 | -8   | 41   | Play-In          |
| 6.° | Trouville                        | 26 | 13 | 13 | 2230 | 2206 | +24  | 39   | Play-In          |
| 7.° | Olimpia                          | 26 | 12 | 14 | 2140 | 2206 | +25  | 38   | Play-In          |
| 8.° | Aguada                           | 26 | 16 | 10 | 2089 | 2009 | +80  | 38*  | Play-In          |
| 9.° | Nacional                         | 26 | 11 | 15 | 2162 | 2157 | +5   | 37   | Play-In          |
| 10.° | Defensor Sporting                | 26 | 10 | 16 | 1985 | 2051 | -66  | 36   | Play-In          |
| 11.° | Hebraica y Macabi                | 26 | 9  | 17 | 2152 | 2226 | -74  | 35   | Play-In          |
| 12.° | Urunday Universitario (**) (***) | 26 | 8  | 18 | 2051 | 2226 | -175 | 34   | Play-In          |
| 13.° | Olivol Mundial (**) (D)          | 26 | 8  | 18 | 1996 | 2114 | -118 | 34   | Descenso         |
| 14.° | Capitol (D)                      | 26 | 2  | 24 | 2036 | 2354 | -318 | 28   | Descenso         |
| Última actualización: 1 de abril de 2022 *: Sanción de 4 puntos menos por incidentes con su parcialidad en la temporada pasada. **: Jugaron un partido de desempate por el descenso. ***: Urunday ganó el desempate por el descenso. |                                  |    |    |    |      |      |      |      |                  |

### Desempate por el descenso
| 4 de abril, 21:15 | Urunday Universitario                                          | 92–80                | Olivol Mundial                                                                      | Montevideo             |  |
|                   | Parciales: 22–18, 23–12, 24–22, 23–28                          |                      |                                                                                     |                        |  |
|                   | Estadísticas T. Efianayi (29) C. Crawford (13) T. Efianayi (4) | Reporte Pts Reb Asts | Estadísticas A. Danridge (29) P. Ianguas (7) A. Varela, A. Danridge, D. Álvarez (4) | Pabellón: Larre Borges |  |

## Play-offs
|  | Play-In | Play-In               | Play-In |           |   | Cuartos de final | Cuartos de final | Cuartos de final |  |   | Semifinales | Semifinales | Semifinales |  |   | Finales | Finales | Finales |  |
|  |         |                       |         |           |   |                  |                  |                  |  |   |             |             |             |  |   |         |         |         |  |
|  |         |                       |         |           |   |                  |                  |                  |  |   |             |             |             |  |   |         |         |         |  |
|  |         |                       |         |           |   |                  |                  |                  |  |   |             |             |             |  |   |         |         |         |  |
|  |         |                       |         |           |   |                  |                  |                  |  |   |             |             |             |  |   |         |         |         |  |
|  |         |                       |         |           |   |                  |                  |                  |  |   |             |             |             |  |   |         |         |         |  |
|  |         | 1                     | Goes    | 2         |   |                  |                  |                  |  |   |             |             |             |  |   |         |         |         |  |
|  |         |                       |         | 2         |   |                  |                  |                  |  |   |             |             |             |  |   |         |         |         |  |
|  |         |                       | 8       | Aguada    | 3 |                  |                  |                  |  |   |             |             |             |  |   |         |         |         |  |
|  | 8       | Aguada (*)            | 8       | Aguada    | 3 | 3                |                  |                  |  |   |             |             |             |  |   |         |         |         |  |
|  | 8       | Aguada (*)            |         |           |   |                  |                  |                  |  |   |             |             |             |  |   |         |         |         |  |
|  | 9       | Nacional              | 2       |           |   |                  |                  |                  |  |   |             |             |             |  |   |         |         |         |  |
|  | 9       | Nacional              | 2       |           |   |                  |                  |                  |  | 8 | Aguada      | 0           |             |  |   |         |         |         |  |
|  |         |                       |         |           |   |                  |                  |                  |  | 8 | Aguada      | 0           |             |  |   |         |         |         |  |
|  |         |                       | 4       | Peñarol   | 3 |                  |                  |                  |  |   |             |             |             |  |   |         |         |         |  |
|  |         |                       | 4       | Peñarol   | 3 |                  |                  |                  |  |   |             |             |             |  |   |         |         |         |  |
|  |         |                       |         |           |   |                  |                  |                  |  |   |             |             |             |  |   |         |         |         |  |
|  |         |                       |         |           |   |                  |                  |                  |  |   |             |             |             |  |   |         |         |         |  |
|  |         | 4                     | Peñarol | 3         |   |                  |                  |                  |  |   |             |             |             |  |   |         |         |         |  |
|  |         |                       |         | 3         |   |                  |                  |                  |  |   |             |             |             |  |   |         |         |         |  |
|  |         |                       | 5       | Malvín    | 2 |                  |                  |                  |  |   |             |             |             |  |   |         |         |         |  |
|  | 5       | Malvín (*)            | 5       | Malvín    | 2 | 3                |                  |                  |  |   |             |             |             |  |   |         |         |         |  |
|  | 5       | Malvín (*)            |         |           |   |                  |                  |                  |  |   |             |             |             |  |   |         |         |         |  |
|  | 12      | Urunday Universitario | 1       |           |   |                  |                  |                  |  |   |             |             |             |  |   |         |         |         |  |
|  | 12      | Urunday Universitario | 1       |           |   |                  |                  |                  |  |   |             |             |             |  | 4 | Peñarol | 1       |         |  |
|  |         |                       |         |           |   |                  |                  |                  |  |   |             |             |             |  | 4 | Peñarol | 1       |         |  |
|  |         |                       | 2       | Biguá     | 4 |                  |                  |                  |  |   |             |             |             |  |   |         |         |         |  |
|  |         |                       | 2       | Biguá     | 4 |                  |                  |                  |  |   |             |             |             |  |   |         |         |         |  |
|  |         |                       |         |           |   |                  |                  |                  |  |   |             |             |             |  |   |         |         |         |  |
|  |         |                       |         |           |   |                  |                  |                  |  |   |             |             |             |  |   |         |         |         |  |
|  |         | 2                     | Biguá   | 3         |   |                  |                  |                  |  |   |             |             |             |  |   |         |         |         |  |
|  |         |                       |         | 3         |   |                  |                  |                  |  |   |             |             |             |  |   |         |         |         |  |
|  |         |                       | 7       | Olimpia   | 2 |                  |                  |                  |  |   |             |             |             |  |   |         |         |         |  |
|  | 7       | Olimpia (*)           | 7       | Olimpia   | 2 | 3                |                  |                  |  |   |             |             |             |  |   |         |         |         |  |
|  | 7       | Olimpia (*)           |         |           |   |                  |                  |                  |  |   |             |             |             |  |   |         |         |         |  |
|  | 10      | Defensor Sporting     | 1       |           |   |                  |                  |                  |  |   |             |             |             |  |   |         |         |         |  |
|  | 10      | Defensor Sporting     | 1       |           |   |                  |                  |                  |  | 2 | Biguá       | 3           |             |  |   |         |         |         |  |
|  |         |                       |         |           |   |                  |                  |                  |  | 2 | Biguá       | 3           |             |  |   |         |         |         |  |
|  |         |                       | 6       | Trouville | 0 |                  |                  |                  |  |   |             |             |             |  |   |         |         |         |  |
|  |         |                       | 6       | Trouville | 0 |                  |                  |                  |  |   |             |             |             |  |   |         |         |         |  |
|  |         |                       |         |           |   |                  |                  |                  |  |   |             |             |             |  |   |         |         |         |  |
|  |         |                       |         |           |   |                  |                  |                  |  |   |             |             |             |  |   |         |         |         |  |
|  |         | 3                     | Urupan  | 2         |   |                  |                  |                  |  |   |             |             |             |  |   |         |         |         |  |
|  |         |                       |         | 2         |   |                  |                  |                  |  |   |             |             |             |  |   |         |         |         |  |
|  |         |                       | 6       | Trouville | 3 |                  |                  |                  |  |   |             |             |             |  |   |         |         |         |  |
|  | 6       | Trouville (*)         | 6       | Trouville | 3 | 3                |                  |                  |  |   |             |             |             |  |   |         |         |         |  |
|  | 6       | Trouville (*)         |         |           |   |                  |                  |                  |  |   |             |             |             |  |   |         |         |         |  |
|  | 11      | Hebraica y Macabi     | 0       |           |   |                  |                  |                  |  |   |             |             |             |  |   |         |         |         |  |
|  | 11      | Hebraica y Macabi     | 0       |           |   |                  |                  |                  |  |   |             |             |             |  |   |         |         |         |  |
|  |         |                       |         |           |   |                  |                  |                  |  |   |             |             |             |  |   |         |         |         |  |

(*):"Ventaja deportiva, la serie comienza 1-0 a favor de ellos"

### Play-In
| Equipo 1      | Serie | Equipo 2              | 1.º Juego         | 2.º Juego | 3.º Juego | 4.º Juego | 5.º Juego |
| ------------- | ----- | --------------------- | ----------------- | --------- | --------- | --------- | --------- |
| Aguada (*)    | 3–2   | Nacional              | Ventaja Aguada    | 93-72     | 61-84     | 80-85     | 80-65     |
| Malvín (*)    | 3–1   | Urunday Universitario | Ventaja Malvin    | 96-80     | 82-88     | 93-75     | -         |
| Olimpia (*)   | 3–1   | Defensor Sporting     | Ventaja Olimpia   | 83-65     | 97-105    | 94-81     | -         |
| Trouville (*) | 3–0   | Hebraica y Macabi     | Ventaja Trouville | 110-104   | 103-93    | -         | -         |

(VEN): Partido dado por ganado para el local por ventaja deportiva.
(*):"Ventaja deportiva, la serie comienza 1-0 a favor de ellos"

### Cuartos de final
| Equipo 1 | Serie | Equipo 2  | 1.º Juego | 2.º Juego | 3.º Juego | 4.º Juego | 5.º Juego |
| -------- | ----- | --------- | --------- | --------- | --------- | --------- | --------- |
| Goes     | 2–3   | Aguada    | 71-82     | 70-69     | 80-85     | 68-66     | 94-96     |
| Peñarol  | 3–2   | Malvín    | 91-71     | 49-71     | 71-61     | 67-70     | 69-64     |
| Biguá    | 3–2   | Olimpia   | 84-85     | 68-67     | 83-77     | 77-81     | 93-83     |
| Urupan   | 2–3   | Trouville | 92-84     | 90-91     | 73-87     | 97-84     | 79-84     |

### Semifinales
| Equipo 1 | Serie | Equipo 2  | 1.º Juego | 2.º Juego | 3.º Juego | 4.º Juego | 5.º Juego |
| -------- | ----- | --------- | --------- | --------- | --------- | --------- | --------- |
| Biguá    | 3-0   | Trouville | 103-93    | 98-83     | 103-88    | -         | -         |
| Peñarol  | 3-0   | Aguada    | 92-59     | 91-86     | 85-60     | -         | -         |

### Finales
| Equipo 1 | Serie | Equipo 2 | 1.º Juego | 2.º Juego | 3.º Juego | 4.º Juego | 5.º Juego | 6.º Juego | 7.º Juego |
| -------- | ----- | -------- | --------- | --------- | --------- | --------- | --------- | --------- | --------- |
| Biguá    | 4-1   | Peñarol  | 73 - 68   | 107 - 92  | 74 - 71   | 87 - 102  | 98 - 76   | -         | -         |